# The Numbers Start with the River
The Numbers Start with the River (frei übersetzt Die Zählung beginnt mit dem Fluss) ist ein US-amerikanischer Dokumentar-Kurzfilm aus dem Jahr 1971 von Donald Wrye, der mit und für seinen Film für den Oscar nominiert war.

## Inhalt
Festgehalten sind die Erinnerungen eines alten Bauernehepaares, das sich an die Brautwerbung erinnert und den Verlauf seiner Ehe Revue passieren lässt. Das Leben des Paars war arbeitsreich, familiär geprägt und mitbestimmt von dem Fluss, der das kleine Städtchen im Herzen Amerikas durchzieht und Auswirkungen auf die Lebensqualität seiner Bewohner hat. In den Vereinigten Staaten gibt es tausende solcher kleinen Städte, das Städtchen im Film steht stellvertretend für eine von ihnen.

## Produktion
Produziert wurde der Film von der United States Information Agency (USIA) und von WH Pictures. Gedreht wurden die Filmaufnahmen in Ghent in Kentucky und in Vevay in Indiana in den Vereinigten Staaten. Auch das Phoenix-Hotel und die Fähre Martha A. Graham kommen im Film vor. Der Ort hat unter 500 Einwohnern und liegt an der Staatsgrenze zwischen Kentucky und Indiana am Ohio River.

## Auszeichnung
Oscarverleihung 1972: Donald Wrye nominiert für den Oscar in der Kategorie „Bester Dokumentar-Kurzfilm“